# Cerkiew św. Jerzego w Knorydach
Cerkiew pod wezwaniem św. Jerzego Zwycięzcy – prawosławna cerkiew cmentarna w Knorydach. Należy do parafii Zaśnięcia Matki Bożej w Boćkach, w dekanacie Bielsk Podlaski, diecezji warszawsko-bielskiej, Polskiego Autokefalicznego Kościoła Prawosławnego.
Kaplica została zbudowana w 1846. Poważnie uszkodzona w czasie II wojny światowej, odbudowana w 1945.

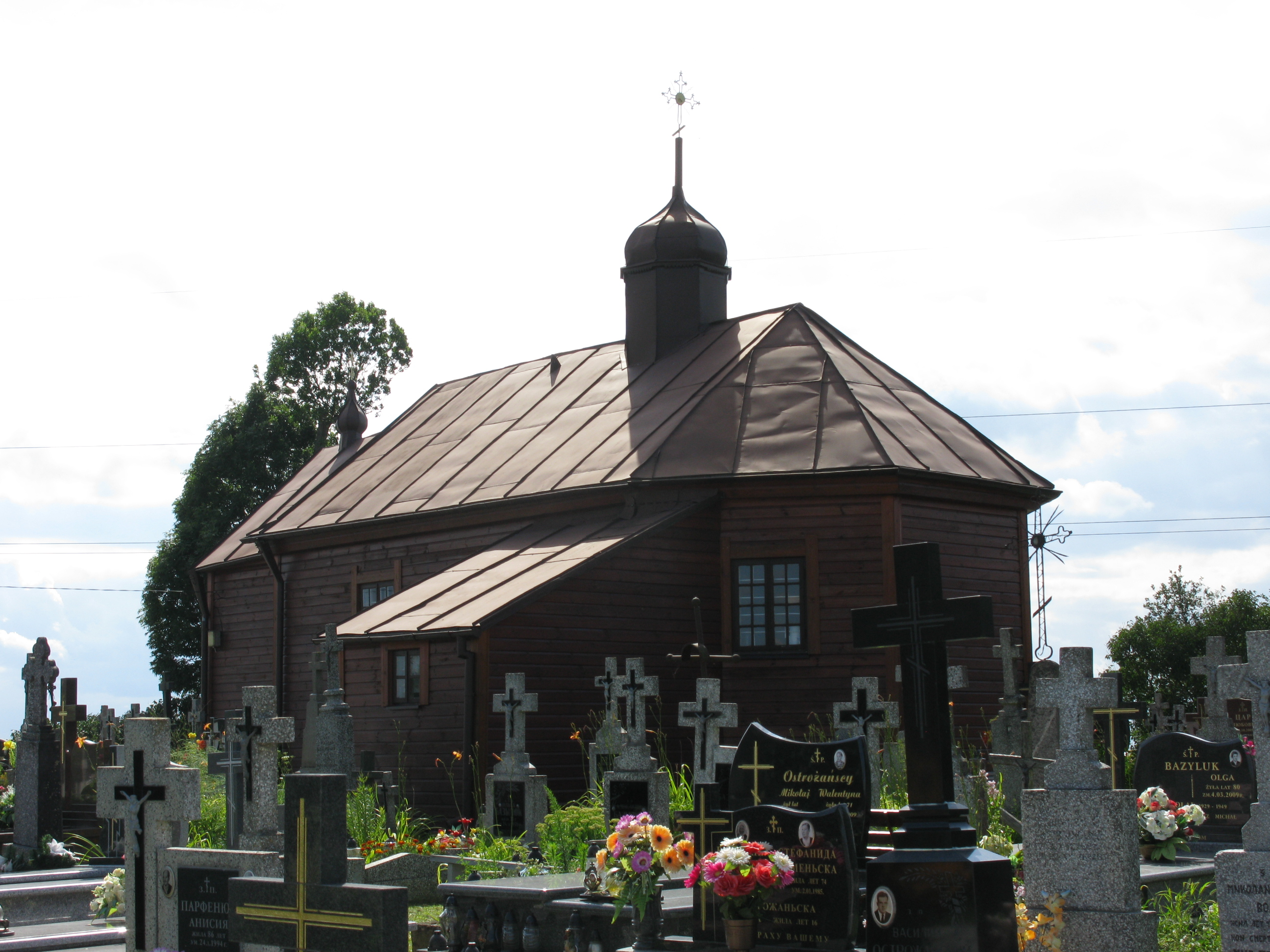
Cerkiew cmentarna św. Jerzego Zwycięzcy - stan przed 2015r.

Budowla drewniana, o konstrukcji zrębowej, salowa, zamknięta trójbocznie. Nad wejściem dwuspadowy daszek. Od frontu kruchta, z boku zakrystia. Dachy kaplicy jednokalenicowe, blaszane. Nad kruchtą niewielka wieżyczka z baniastym hełmem. Nad centralną częścią nawy ośmioboczna wieżyczka zwieńczona kopulastym hełmem.
25 czerwca 1985 miało miejsce włamanie do kaplicy, w wyniku którego skradziono ikony. W 1998 świątynia została gruntownie wyremontowana. Kolejny remont przeprowadzono w 2014 – wykonano nowy kamienny fundament, schody, stolarkę okienną i drzwiową, wymieniono podwaliny i fragmenty ścian, więźbę i pokrycie dachu, kopuły, krzyże, instalację odgromową, zbudowano też nowe ogrodzenie i utwardzono teren wokół obiektu. 9 maja 2015 kaplica została konsekrowana przez metropolitę Sawę.
Uroczystość patronalna obchodzona jest 6 maja (według starego stylu 23 kwietnia).
W Knorydach znajduje się jeszcze jeden prawosławny obiekt - kaplica pod wezwaniem Ikony Matki Bożej „Wszystkich Strapionych Radość”, która znajduje się na źródełku.